# Bartolomeo Menatti
Bartolomeo Menatti (Domaso, 13 maggio 1621 – Roma, 15 marzo 1702) è stato un vescovo cattolico italiano.

## Biografia
Bartolomeo Menatti nacque a Domaso il 13 maggio 1621.
Nominato nunzio apostolico in Svizzera, fu tra i maggiori peroratori della causa del mantenimento dei privilegi della Guardia svizzera pontificia, ottenendo anche l'autorizzazione da Roma per attuare un sistema di tassazione dei capitoli e dei conventi, traendo del denaro sufficiente a coprire le spese per gli armamenti delle stesse. Questo progetto non ebbe però seguito sino al 1697, sotto la nunziatura del suo successore Michelangelo Conti.
Nel medesimo periodo, si oppose vivamente all'ingerenza del consiglio cittadino della città di Friburgo nell'amministrazione del convento di Hauterive.
Venne nominato vescovo di Lodi. Durante il governo della diocesi soppresse il monastero di Santa Maria Vecchia di Lodi.
Morì a Roma il 15 marzo 1702.

## Genealogia episcopale
La genealogia episcopale è:
- Cardinale Guillaume d'Estouteville, O.S.B.Clun.
- Papa Sisto IV
- Papa Giulio II
- Cardinale Raffaele Riario
- Papa Leone X
- Papa Clemente VII
- Cardinale Antonio Sanseverino, O.S.Io.Hieros.
- Cardinale Giovanni Michele Saraceni
- Papa Pio V
- Cardinale Innico d'Avalos d'Aragona, O.S.Iacobi
- Cardinale Scipione Gonzaga
- Patriarca Fabio Biondi
- Papa Urbano VIII
- Cardinale Cosimo de Torres
- Cardinale Francesco Maria Brancaccio
- Vescovo Miguel Juan Balaguer Camarasa, O.S.Io.Hieros.
- Papa Alessandro VII
- Cardinale Camillo Massimo
- Vescovo Bartolomeo Menatti